# Monitorul Oficial al României
A Monitorul Oficial al României (Románia Hivatalos Közlönye) a román állam hivatalos kiadványa. 
A Monitorul Oficial-ban teszik közzé a parlament által elfogadott törvényeket, az elnöki rendeleteket, a kormányrendeleteket, kormányhatározatokat és sürgősségi rendeleteket, az alkotmánybíróság döntéseit. Mindezek csak a hivatalos közlönyben való közzététel után lépnek hatályba. 
A nyomtatás és az elektronikus változat előkészítése a Regia Autonomă „Monitorul Oficial” feladata. A 2000 óta létező elektronikus változat ingyenesen elérhető (az I. és II. rész állandó jelleggel, a III.-VII. rész a közzétételtől számított tíz napig) a hivatalos weblapon, beleértve a keresést, mentést, terjesztést és nyomtatást.

## Története
Az első szám 1832. december 20-án (Julián naptár szerint december 8-án) jelent meg Ion Heliade-Rădulescu szerkesztésében. A heti rendszerességgel kiadott közlöny címe Buletin gazetă administrativă volt, kezdetben cirill betűkkel nyomtatták, és 1839-ben tértek át a latin betűkre. 
A címe a mindenkori állam elnevezésének megfelelően változott:
- 1862–1874: Monitorul: jurnalul oficial al Principatelor Unite[4]
- 1886–1947: Monitorul oficial. Regatul României[4]
- 1948–1965: Buletinul Oficial al Republicii Populare Romîne[4]
- 1965–1989: Buletinul Oficial al Republicii Socialiste România
- 1990–: Monitorul Oficial al României

A Monitorul Oficial a képviselőház alárendeltségében működik, ezt a 202/1998 számú többször módosított törvény szabályozza. A közlöny kiadója a képviselőház titkársága.
2012. június és 2018. július között a közlönyt a román kormány adta ki a 36/2012. számú sürgősségi kormányrendeletnek megfelelően.

## Szerkezete
A közlöny hét részből áll:
- I. rész (beleértve az I. bis részt és a magyar nyelvű I. részt): a parlament által elfogadott törvények és egyéb dokumentumok, elnöki rendeletek, kormányrendeletek és kormányhatározatok, az alkotmánybíróság döntései stb.;
- II. rész: a képviselőház és szenátus ülésének jegyzőkönyvei, a hatóságok által a parlamentnek benyújtott jelentések;
- III. rész: közlemények és hirdetmények;
- IV. rész: a gazdasági szereplők hirdetményei;
- V. rész: országos és ágazati szintű kollektív szerződések;
- VI. rész: közbeszerzéssel kapcsolatos dokumentumok;
- VII. rész: szövetkezeti társaságok dokumentumai.[2]

## Fordítás
Ez a szócikk részben vagy egészben  a   Monitorul Oficial al României  című román Wikipédia-szócikk ezen változatának fordításán alapul.  Az eredeti cikk szerkesztőit annak laptörténete sorolja fel. Ez a jelzés csupán a megfogalmazás eredetét és a szerzői jogokat jelzi, nem szolgál a cikkben szereplő információk forrásmegjelöléseként.